# Justitia (Litauen)
Justitia (lateinisch Justitia – Gerechtigkeit) ist eine litauische juristische Fachzeitschrift und gleichnamiger Verlag in Vilnius.

## Geschichte
Justitia wurde 1989 in Vilnius gegründet und ist der älteste juristische Fachverlag und die älteste vom Verlag herausgegebene litauischsprachige juristische Fachzeitschrift. Der Verlag gibt juristische Lehrbücher, Monographien, Lernmittel und Gesetzeskommentare heraus. Verlagsdirektor ist Remigijus Jokubauskas. Der Verlag befindet sich in Tilto g. 17/Radvilų g. 4, LT-01101, Vilnius.

## Autoren
Autoren der herausgegebenen Bücher sind in Litauen bekannte Rechtswissenschaftler und andere Juristen:
- Professoren: Valentinas Mikelėnas, Mindaugas Maksimaitis, Vladas Pavilonis (1932–2003), Vytautas Piesliakas, Vilenas Vadapalas, Egidijus Šileikis, Alfonsas Vaišvila, Stasys Vansevičius, Ipolitas Nekrošius, Stasys Šedbaras, Gintautas Bužinskas, Vytautas Andriulis, Eduardas Monkevičius, Genovaitė Dambrauskienė, Vytautas Pakalniškis, Justinas Sigitas Pečkaitis, Jevgenij Machovenko, Antanas Marcijonas,  Vytautas Nekrošius, Rimvydas Norkus Vytautas Mizaras, Tomas Davulis, Romualdas Drakšas, Dainius Žalimas
- Richter: Egidijus Laužikas, Konstantas Ramelis, Virgilijus Valančius, Artūras Driukas, Česlovas Jokūbauskas (1955–2013), Artūras Šumskas
- Wirtschaftsanwälte: Jonas Saladžius, Gediminas Dominas, Vytautas Zabiela, Paulius Koverovas, Deividas Soloveičikas, Ramūnas Petravičius, Rimantas Simaitis
- Kriminologen: Gintautas Sakalauskas, Svetlana Justickaja, Antanas Jatkevičius, Ilona Michailovič
- Völkerrechtler: Skirgailė Žaltauskaitė-Žalimienė, Zenonas Petrauskas (1950–2009), Danutė Jočienė, Marija Anciuvienė
- Andere: Viktoras Tiažkijus,  Antanas Šenavičius, Juozas Šatas, Alfonsas Vileita, Stasys Vėlyvis, Elena Vaitiekienė, Remigijus Merkevičius, Pranas Petkevičius, V. Nekrašas, Daiva Petrylaitė, Petras Grėbliauskas, Jurijus Maculevičius, Saulė Vidrinskaitė, Irma Randakevičienė, Dalia Mikelėnienė, Gitana Kišonaitė, Salvija Kavalnė, Vilija Mikuckienė, Ieva Deviatnikovaitė, Vidmondas Vėgelis, Rimvydas Velička, Indrė Žvaigždinienė u. a.

## Zeitschrift „Justitia“
1989 gründete der litauische Juristenverein (Lietuvos teisininkų draugija, LTD) die Zeitschrift unter dem Namen „Justitia“.
Die Zeitschrift wird seit 1996 herausgegeben, ab 2003 gibt es auch eine Beilage „Teisės žinios“ (Rechtsnachrichten). Die Redaktion besteht aus V. Mikelėnas (Vorsitzender), T. Davulis, Gintaras Goda, D. Jočienė, Egidijus Vidmantas Kurapka, V. Mizaras, V. Nekrošius, S. Šedbaras, E. Šileikis, Gintaras Švedas und V. Valančius. Bis Oktober 2007 war auch Rechtsanwalt Algimantas Dziegoraitis (1939–2007) dabei. Redakteur der Zeitung „Justitia“ war der ehemalige Vorsitzende der Seimas, der Jurist Arūnas Valinskas. Die verantwortlichen Redakteure waren die Juristen Darius Sauliūnas, Eglė Samuchovaitė, Jonas Sakalauskas, Vilma Gečaitė u. a.